# Les Sauroctones
Pour les articles homonymes, voir Sauroctones.
Les Sauroctones est une série française de bande dessinée de science-fiction post-apocalyptique humoristique d'Erwann Surcouf, publiée par Dargaud en trois volumes sortis entre 2020 et 2023.

## Albums
- 1. Les Sauroctones, Dargaud,  (ISBN 978-2-205-08050-6), 31 janvier 2020
Scénario, dessin et couleurs : Erwann Surcouf
- 2. Les Sauroctones, Dargaud,  (ISBN 978-2-205-08725-3), 18 juin 2021
Scénario, dessin et couleurs : Erwann Surcouf
- 3. Les Sauroctones, Dargaud,  (ISBN 978-2-205-20319-6), 27 janvier 2023
Scénario, dessin et couleurs : Erwann Surcouf

## Thématiques et références
La série est découpée en chapitres de manière feuilletonesque, que Le Vif rapproche du « fascicule sous forme de comics [qui] précède nos héros dans leur cheminement. Il conte leurs mésaventures et fait l'objet d'une collectionnite aiguë chez certains et contribue à leur culte : les trois tomes qui forment la série seraient ils -ultime mise en abyme- la compilation de ces comics ? ». Le premier tome est d'ailleurs également publié dans le webzine Mazette après sa sortie. Dès le départ, l'éditeur Dargaud accepte le projet d'une série d'un total de trois tomes.
Pour le site spécialisé BoDoï, « d'une ligne fine et mouvante soutenue par des aplats malins – couleurs éclatantes et palette sombre s'imbriquent joliment, produisant de belles ambiances, dans un registre à la fois pop et anxiogène –, il brosse une aventure trépidante, organisée en chapitres tendus, comme autant de nouvelles d'aventures mystérieuses façon pulp (superbes têtes de chapitre à la manière de couvertures d'illustrés) ».
Les références à l'univers des comics sont en effet nombreuses. Le Soir relève par exemple l'« « aventure excellente d'Axel Excel », le héros mythique qui a recruté les Sauroctones au début de l'album. En réalité [...] un hommage au tout premier numéro d'Action Comics [...] où Superman soulevait une voiture à mains nues en couverture ». « Pour mettre cet univers héroïque et fantaisiste en scène, Erwann Surcouf s'autorise à jouer de couleurs vintage rappelant les Marvel et les Whiz Comics (en). Le trait sent l'encre et le vieux papier, hésitant entre réalisme et ligne claire. Il y a du gris et des zones troubles parce que, dans le scénario des Sauroctones, rien n'est jamais noir ni blanc ». Si « dans un esprit parfois proche des comics d'horreur américains des années 1950, l'auteur joue des mystères en creux et désoriente ses antihéros », « pourtant, l'inspiration primale de la saga des Sauroctones est sans doute à lire ailleurs, dans les récits picaresques du Siècle d'or espagnol. À l'image de Guzmán d'Alfarache, guette-chemin de vie humaine, ou de Don Pablos de Ségovie, vagabond exemplaire et miroir des filous, Zone, Jan et Urs sont des aventuriers de basse extraction. Leurs exploits ne sont pas forcément glorieux. Ils vivent dans l'impossible quête d'un monde meilleur ».
Vincent Brunner des Inrocks estime que « jouant avec les codes de la science-fiction post-apocalyptique, Erwann Surcouf lui donne de nouvelles couleurs ». Pour Le Vif, « l'auteur puise son inspiration dans le langage des réseaux sociaux. Il bourre également son récit de références à l'actualité et à de grandes figures tristement marquantes qu'il intègre subtilement ». Selon BoDoï, « après un épatant Pouvoirpoint, Erwann Surcouf revient avec une fresque plus ambitieuse, mais qui s'appuie sur le même principe : aborder le récit de genre (après la SF, ici une fantasy post-apocalyptique) avec des codes et une esthétique modernes, plus proches du roman graphique que de la saga fantastique » : l'auteur joue « avec les mots, les vagues souvenirs ou les croyances, comme autant de réminiscences d’un XXIe siècle depuis longtemps oublié ». Pour le site spécialisé BD Gest', « s'appuyant sur les codes des pulps, mais filtrés par une distanciation ironique immédiate, il construit un univers dans lequel se reflète notre époque. Elle est présente par le biais de la pop culture (les Comics, les Pokémon ou le Monopoly), mais aussi par des problématiques plus graves, comme la mise au ban des mutants ».

## Distinctions
En 2020, le premier tome de la série est sélectionné pour le prix de la Pépite d'Or du Salon du livre et de la presse jeunesse dans la catégorie « Bande dessinée »,.
Le deuxième tome est en compétition officielle du Festival d'Angoulême 2022 dans la catégorie « Sélection Jeunesse 12-16 ans ».